# Lançadeira

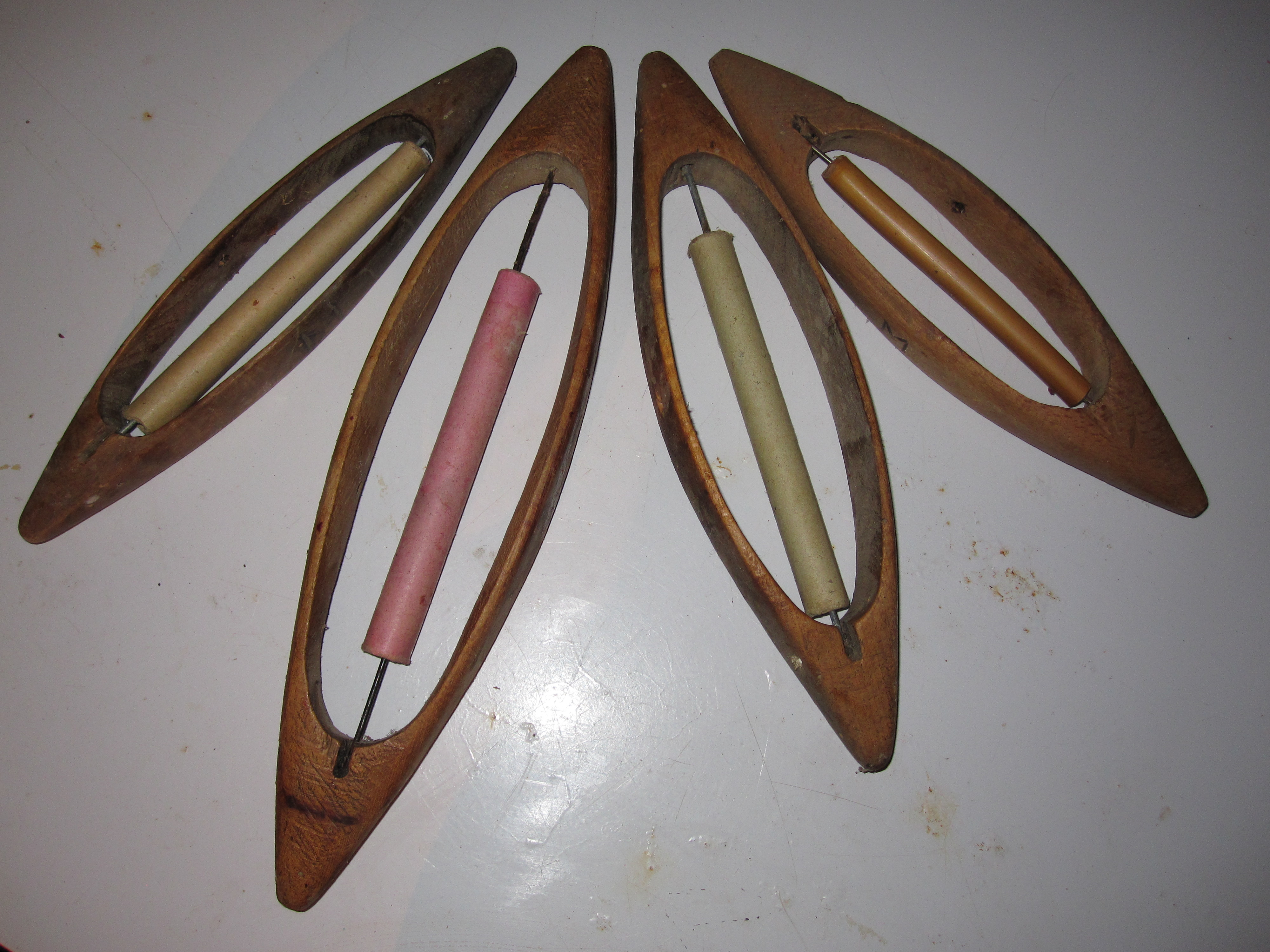
Lançadeiras para teares manuais

Lançadeira é uma ferramenta que permite transportar o fio de trama de um lado para o outro do tear através da cala por entre os fios da teia, permitindo assim a construção do tecido.
As Lançadeiras mais simples são feitas com uma peça de madeira plana onde o fio de trama se prende.
As lançadeiras mais complexas possuem canelas de fio no seu interior, as quais podem ser presas por um perno (Teares automáticos com mudança manual de canela) ou mola (Teares automáticos com mudança automática da canela).
Em termos de tecelagem industrial a Lançadeira está em desuso, não sendo construídos teares para elas desde os anos 80 do século XX
As lançadeiras são construídas em madeira, sendo que as lançadeiras industriais eram construídas em madeira de cornus da Flórida (Cornus Florida) devido à sua dureza. Para aguentar as pancadas dos martelos, as pontas da lançadeiras industriais eram feitas de Aço maciço.

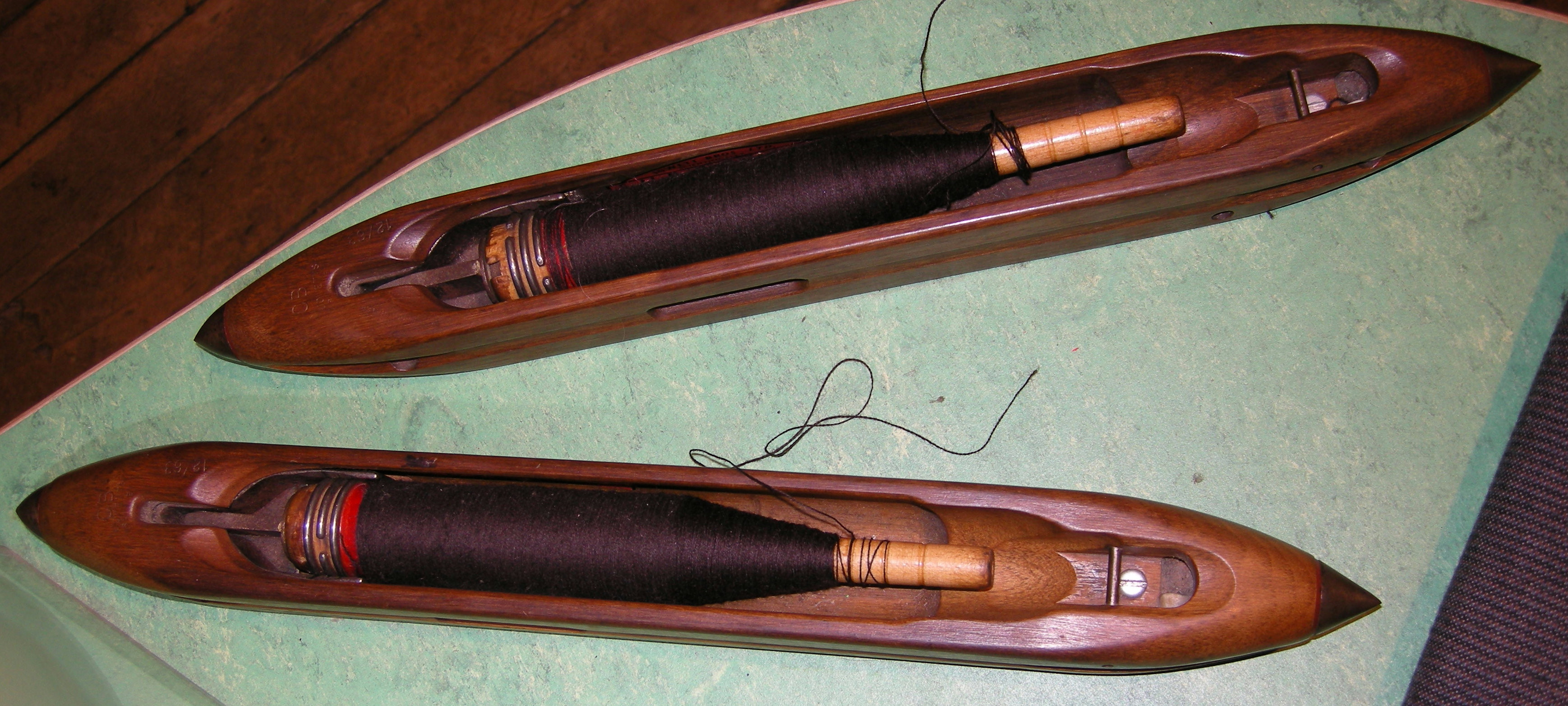
Lançadeiras com canelas

Originalmente as lançadeiras eram passadas manualmente de um lado para o outro. Com a invenção, em 1733 por John Kay da Lançadeira voadora, esta passou a ser impulsionada por martelos operados pelo tecelão, o que permitiu a fabricação de tecidos mais largos. Sistema que se manteve com a mecanização do tear na revolução industrial.
A partir dos anos 50 do século passado as lançadeiras começaram a ser substituídas por outros métodos de inserção de trama (Projecteis, pinças, jacto de ar, etc.)